# تدي بندرجراس
تدي بندرجراس (بالإنجليزية: Teddy Pendergrass)‏ (و. 1950 – 2010 م) هو مغني، وموسيقي، ومغن مؤلف، ومنتج أسطوانات أمريكي، ولد في فيلادلفيا، شارك في Live Aid ‏، بدأ مشواره المهني سنة 1970، توفي عن عمر يناهز 60 عاماً، بسبب سرطان القولون.

## وصلات خارجية
- تدي بندرجراس على موقع IMDb (الإنجليزية)
- تدي بندرجراس على موقع الموسوعة البريطانية (الإنجليزية)
- تدي بندرجراس على موقع ميوزك برينز (الإنجليزية)
- تدي بندرجراس على موقع إن إن دي بي (الإنجليزية)
- تدي بندرجراس على موقع أول ميوزيك (الإنجليزية)
- تدي بندرجراس على موقع ديسكوغز (الإنجليزية)
- تدي بندرجراس على موقع قاعدة بيانات الفيلم (الإنجليزية)

- تدي بندرجراس في قاعدة بيانات الأفلام على الإنترنت